# Jerônimo de Elusa
Jerônimo (em latim: Hieronimus) era um retor romano do século IV. Nativo de Elusa na Palestina, foi colega de estudos de Libânio e pupilo de Zenóbio de Elusa.